# Liste der Bodendenkmale in Groß Köris
Die Liste der Bodendenkmale in Golßen enthält alle Bodendenkmale der brandenburgischen Gemeinde Groß Köris und ihrer Ortsteile. Grundlage ist die Veröffentlichung der Landesdenkmalliste mit dem Stand vom 31. Dezember 2020. Die Baudenkmale sind in der Liste der Baudenkmale in Groß Köris aufgeführt.
|    | Gemarkung                                          | Flur       | Kurzansprache | Bodendenkmalnummer | Bemerkung | Bild |
| -- | -------------------------------------------------- | ---------- | --- | ------------------ | --------- | ---- |
| 1  | Gräbendorf (Gemeinde Heidesee), Klein Köris (Lage) | 7, 10, 7   | Rast- und Werkplatz Steinzeit                                                                                     | 12731              |           |      |
| 2  | Gräbendorf (Gemeinde Heidesee), Klein Köris (Lage) | 10, 9, 10  | Rast- und Werkplatz Mesolithikum                                                                                  | 13248              |           |      |
| 3  | Groß Köris (Lage)                                  | 7          | Rast- und Werkplatz Steinzeit                                                                                     | 10076              |           |      |
| 4  | Groß Köris ()                                      | 1          | Rast- und Werkplatz Steinzeit                                                                                     | 10077              |           |      |
| 5  | Groß Köris (Lage)                                  | 7          | Rast- und Werkplatz Steinzeit                                                                                     | 10078              |           |      |
| 6  | Groß Köris (Lage)                                  | 1          | Gräberfeld Bronzezeit                                                                                             | 12226              |           |      |
| 7  | Groß Köris (Lage)                                  | 8          | Rast- und Werkplatz Steinzeit, Siedlung Urgeschichte                                                              | 12227              |           |      |
| 8  | Groß Köris (Lage)                                  | 1          | Siedlung Urgeschichte, Rast- und Werkplatz Steinzeit                                                              | 12228              |           |      |
| 9  | Groß Köris (Lage)                                  | 5          | Siedlung Urgeschichte, Rast- und Werkplatz Steinzeit                                                              | 12229              |           |      |
| 10 | Groß Köris (Lage)                                  | 2          | Rast- und Werkplatz Steinzeit, Siedlung Urgeschichte                                                              | 12230              |           |      |
| 11 | Groß Köris (Lage)                                  | 7          | Siedlung Bronzezeit, Rast- und Werkplatz Steinzeit                                                                | 12231              |           |      |
| 12 | Groß Köris (Lage)                                  | 2          | Siedlung Bronzezeit, Rast- und Werkplatz Steinzeit                                                                | 12233              |           |      |
| 13 | Groß Köris (Lage)                                  | 2          | Rast- und Werkplatz Mesolithikum                                                                                  | 12234              |           |      |
| 14 | Groß Köris (Lage)                                  | 2          | Siedlung Bronzezeit, Rast- und Werkplatz Steinzeit                                                                | 12235              |           |      |
| 15 | Groß Köris (Lage)                                  | 3          | Rast- und Werkplatz Steinzeit, Siedlung Bronzezeit                                                                | 12236              |           |      |
| 16 | Groß Köris (Lage)                                  | 3          | Siedlung Urgeschichte, Rast- und Werkplatz Steinzeit                                                              | 12237              |           |      |
| 17 | Groß Köris (Lage)                                  | 2          | Rast- und Werkplatz Steinzeit                                                                                     | 12238              |           |      |
| 18 | Groß Köris (Lage)                                  | 1, 3       | Siedlung Urgeschichte, Rast- und Werkplatz Steinzeit                                                              | 12239              |           |      |
| 19 | Groß Köris (Lage)                                  | 7          | Siedlung Urgeschichte                                                                                             | 12240              |           |      |
| 20 | Groß Köris (Lage)                                  | 8          | Siedlung Urgeschichte                                                                                             | 12241              |           |      |
| 21 | Groß Köris (Lage)                                  | 2          | Siedlung Urgeschichte, Rast- und Werkplatz Steinzeit                                                              | 12242              |           |      |
| 22 | Groß Köris (Lage)                                  | 8          | Siedlung Urgeschichte                                                                                             | 12243              |           |      |
| 23 | Groß Köris (Lage)                                  | 1, 2       | Dorfkern Neuzeit                                                                                                  | 12244              |           |      |
| 24 | Groß Köris (Lage)                                  | 1          | Siedlung Urgeschichte                                                                                             | 12245              |           |      |
| 25 | Groß Köris (Lage)                                  | 1          | Siedlung Urgeschichte, Rast- und Werkplatz Steinzeit                                                              | 12938              |           |      |
| 26 | Groß Köris (Lage)                                  | 6          | Rast- und Werkplatz Steinzeit                                                                                     | 13044              |           |      |
| 27 | Groß Köris (Lage)                                  | 3          | Rast- und Werkplatz Steinzeit, Siedlung Urgeschichte                                                              | 13120              |           |      |
| 28 | Groß Köris (Lage)                                  | 1          | Siedlung Bronzezeit                                                                                               | 13121              |           |      |
| 29 | Groß Köris, Pätz (Lage)                            | 5, 6, 7, 1 | Siedlung Urgeschichte, Rast- und Werkplatz Mesolithikum                                                           | 12232              |           |      |
| 30 | Klein Köris (Lage)                                 | 1          | Dorfkern Neuzeit                                                                                                  | 13091              |           |      |
| 31 | Klein Köris (Lage)                                 | 11         | Rast- und Werkplatz Steinzeit, Siedlung Bronzezeit                                                                | 13250              |           |      |
| 32 | Klein Köris (Lage)                                 | 5          | Rast- und Werkplatz Steinzeit, Siedlung Urgeschichte                                                              | 13251              |           |      |
| 33 | Klein Köris (Lage)                                 | 8          | Rast- und Werkplatz Steinzeit, Siedlung Bronzezeit                                                                | 13252              |           |      |
| 34 | Klein Köris (Lage)                                 | 3          | Siedlung Bronzezeit                                                                                               | 13253              |           |      |
| 35 | Klein Köris (Lage)                                 | 9, 10      | Siedlung Bronzezeit, Rast- und Werkplatz Mesolithikum                                                             | 13254              |           |      |
| 36 | Klein Köris (Lage)                                 | 9          | Siedlung Urgeschichte                                                                                             | 13255              |           |      |
| 37 | Klein Köris (Lage)                                 | 5          | Rast- und Werkplatz Steinzeit                                                                                     | 13256              |           |      |
| 38 | Klein Köris (Lage)                                 | 3          | Siedlung Neolithikum                                                                                              | 13257              |           |      |
| 39 | Klein Köris (Lage)                                 | 2          | Siedlung römische Kaiserzeit, Siedlung Völkerwanderungszeit                                                       | 13259              |           |      |
| 40 | Klein Köris (Lage)                                 | 5          | Rast- und Werkplatz Steinzeit                                                                                     | 13300              |           |      |
| 41 | Klein Köris (Lage)                                 | 8          | Rast- und Werkplatz Mesolithikum                                                                                  | 13301              |           |      |
| 42 | Klein Köris (Lage)                                 | 6          | Rast- und Werkplatz Mesolithikum                                                                                  | 13302              |           |      |
| 43 | Klein Köris (Lage)                                 | 6          | Rast- und Werkplatz Steinzeit, Siedlung römische Kaiserzeit, Siedlung Bronzezeit                                  | 13305              |           |      |
| 44 | Klein Köris (Lage)                                 | 6          | Rast- und Werkplatz Steinzeit, Siedlung Bronzezeit                                                                | 13306              |           |      |
| 45 | Klein Köris (Lage)                                 | 8          | Siedlung Bronzezeit                                                                                               | 13307              |           |      |
| 46 | Klein Köris, Streganz (Lage)                       | 11, 6      | Rast- und Werkplatz Steinzeit, Siedlung Urgeschichte                                                              | 13249              |           |      |
| 47 | Klein Köris, Löpten (Lage)                         | 9, 7       | Siedlung Urgeschichte                                                                                             | 13258              |           |      |
| 48 | Löpten (Lage)                                      | 6          | Rast- und Werkplatz Mesolithikum, Siedlung Urgeschichte                                                           | 12415              |           |      |
| 49 | Löpten (Lage)                                      | 3          | Siedlung slawisches Mittelalter, Siedlung römische Kaiserzeit, Rast- und Werkplatz Steinzeit, Siedlung Bronzezeit | 12416              |           |      |
| 50 | Löpten (Lage)                                      | 7          | Siedlung Urgeschichte                                                                                             | 12418              |           |      |
| 51 | Löpten (Lage)                                      | 6          | Siedlung Urgeschichte                                                                                             | 12420              |           |      |
| 52 | Löpten (Lage)                                      | 6          | Rast- und Werkplatz Steinzeit, Siedlung Urgeschichte                                                              | 12421              |           |      |
| 53 | Löpten (Lage)                                      | 3          | Rast- und Werkplatz Steinzeit                                                                                     | 12754              |           |      |
| 54 | Löpten (Lage)                                      | 6, 7       | Pechhütte deutsches Mittelalter, Pechhütte Neuzeit                                                                | 12763              |           |      |